# Belo, Šmarje pri Jelšah
Belo este o localitate din comuna Šmarje pri Jelšah, Slovenia, cu o populație de 134 de locuitori.